# Berthold Thon
Berthold Theodor Thon (* 1847; † nach 1935) war ein preußischer Landrat und Polizeipräsident.

## Leben
Thon wirkte ab 1881 als Amtmann in Wöltingerode und Kreishauptmann in Liebenburg. Von 1885 bis 1892 war Thon Landrat im Kreis Goslar in der Provinz Hannover. Ab 1. April 1892 war er Polizeidirektor in Stettin, mit nachträglicher Ernennung zum Polizeipräsidenten. Im Anschluss wirkte Thon von 1895 bis 1913 als Oberpräsidialrat in Posen, wo er den Titel eines Geheimen Oberregierungsrates erhielt. Im Ersten Weltkrieg amtierte er vertretungsweise als Landrat im Kreis Landsberg (Warthe) in der Provinz Brandenburg (1914–1918).